# خازن (اسم)
خازن هو اسم علم مذكر من أصل عربي، ومعناه هو الذي يكنز الأموال له أو لغيره، وكذلك أمين السر.

## وصلات خارجية
- موسوعة السلطان قابوس لأسماء العرب نسخة محفوظة 5 أبريل 2019 على موقع واي باك مشين.